# ۱۲ (پیش از میلاد)
۱۲ (پیش از میلاد) ۱۲مین سال قبل از تقویم میلادی است.